# Macbridea
Macbridea  é um gênero botânico da família Lamiaceae

## Espécies
- Macbridea alba
- Macbridea caroliniana
- Macbridea pulchella
- Macbridea pulchra